# Lorenzo Bandini
Lorenzo Bandini (21 de dezembro de 1935 — 10 de maio de 1967) foi um automobilista italiano de Fórmula 1 nascido na Líbia, que correu pelas equipes Scuderia Centro Sud e Ferrari.

## Carreira
Vencedor do Grande Prêmio da Áustria de 1964, Bandini, que estava desde a temporada de 1961, disputou 42 Grandes Prêmios, obteve uma pole-position, 8 pódios e 2 voltas mais rápidas, conquistando 58 pontos.
Faleceu num acidente durante o Grande Prêmio de Mônaco de 1967. Depois do despiste, o bólido de Bandini bateu na barreira de proteção (feitas com feno), incendiou-se e ele permaneceu no carro um longo período, sofrendo terríveis queimaduras.
Lorenzo ainda foi levado ao hospital com vida, mas ele faleceria três dias depois, com apenas 31 anos. A causa do acidente foi provavelmente cansaço, na época as corridas não tinham limite de tempo, a etapa monegasca tinha em 100 voltas em 1967. Bandini bateu na 83, quando já corria há mais de duas horas. Este desastre contribui decisivamente para que as corridas de Fórmula 1 tivessem limite de 2 horas.
Seu funeral, realizado em Reggiolo, levou 100 mil pessoas, e o corpo foi sepultado no cemitério de Lambrate, em Milão.